# بلا ذاكرة (مسلسل)
بلا ذاكرة، مسلسل تلفزيوني لبناني من إخراج فؤاد سليمان وكتابة شكري أنيس فاخوري، من بطولة مازن معضم، يوسف حداد، نادين ويلسون نجيم، عصام الأشقر، مي صايغ ووليد العلايلي.

## القصة
يحارب الشاب الجامعي (سامي الصايغ) الفساد السياسي، وهو على علاقة حب متبادل مع (يمنى) ابنة الزعيم والنائب (عاصم الرواس) الذي يرفض زواجهما، ويلفق لـ(سامي) قضية ويدخله السجن، ويفقد (سامي) ذاكرته بفعل التعذيب وتتشابك الأحداث.

## الممثلون
- مازن معضّم
- يوسف حداد
- نادين ويلسون نجيم
- عصام الأشقر
- مي صايغ
- وليد العلايلي
- ماري تريز معلوف
- رنده سركيس
- سلطان ديب
- روني مهنا
- عماد فغالي
- جوزيف عازوري
- رودي قليعاني
- سامي أبو حمدان
- شارلوت سمعان
- اليسيا جارودي
- سليم جوهر
- محمود مبسوط (فهمان)
- ميشال أبو سليمان
- جورج حرّان
- منى كريم